# Гуцул, Евгения Александровна
Евге́ния Алекса́ндровна Гуцу́л (рум. и гаг. Evghenia Guțul; род. 5 сентября 1986, село Етулия, Вулканештский район, Молдавская ССР, СССР) — молдавский политический деятель. Занимала должность башкана (главы) Гагаузии с 19 июля 2023 года по 5 августа 2025 года (не была включена в состав правительства).

## Биография
Евгения Гуцул (девичья фамилия Буюклы) родилась 5 сентября 1986 года в селе Етулия Молдавской ССР; на момент своего избрания башканом (главой) АТО Гагаузия также проживает в селе Етулия Вулканештского района. Окончила 9 классов школы села Етулия.
В марте 2023 года выдвинула свою кандидатуру на выборах башкана Гагаузии от партии «Шор» (позже эта партия была признана неконституционной, решением Конституционного суда Республики Молдова). Избирательную кампанию начала за две недели до выборов; на протяжении всей избирательной кампании шла поддержка от ряда российских политиков, а также деятелей культуры России. Например, Филипп Киркоров, Николай Басков, Стас Михайлов сняли видеоклип, в котором пели гимн Гагаузии на русском языке, призвав проголосовать за Евгению Гуцул во втором туре выборов.
В первом туре сумела получить 26,47 %, что на 0,07 % больше, чем у её основного оппонента Григория Узуна (поддерживаемого партией ПСРМ); явка составила 57,8 %. Во втором туре, который состоялся 14 мая получила 52,34 %, таким образом одержав победу; явка составила 54,56 %.

### Инаугурация
19 июля 2023 года состоялась торжественная инаугурация башкана (главы) Гагаузии Евгении Гуцул. Мероприятие не посетила завершившая свой мандат башкана Ирина Влах. Премьер-министр Дорин Речан, президент Майя Санду, председатель парламента Игорь Гросу и депутаты парламента от правящей партии PAS сообщили, что не примут участие в инаугурации. На мероприятии также не было представителей Апелляционной палаты Комрата, которые утвердили результаты выборов. Согласно Уставу Гагаузии, присягу дают не позднее чем в 30-дневный срок после официального объявления результатов выборов, в торжественной обстановке на специальном заседании Народного Собрания Гагаузии (НСГ) и Трибунала Гагаузии на гагаузском языке. Вместо этого результаты огласила глава ЦИК Гагаузии Яна Коваленко на русском языке. Также на мероприятии отсутствовали представители дипмиссий Молдовы. Во время присяги Евгения Гуцул забыла положить руку на Конституцию, ей помог председатель НСГ Дмитрий Константинов. Кроме того, окончив чтение присяги, Гуцул поцеловала лишь флаг Гагаузии, не став целовать флаг Республики Молдова. Башкан обещала провести пресс-конференцию и ответить на вопросы журналистов. Главным вопросом представителей прессы был источник финансирования этого мероприятия. Однако Евгения Гуцул и председатель НСГ Дмитрий Константинов спешно покинули сцену.

## Политические взгляды
Известна своими заметно пророссийскими взглядами и призывами к сближению с Москвой. Сразу после победы на выборах башкана (главы) Гагаузии Гуцул заявила, что хочет быть ближе к Российской Федерации. Также Гуцул заявляла, что Гагаузия объявит о своей независимости в случае вхождения Республики Молдова в состав Румынии.

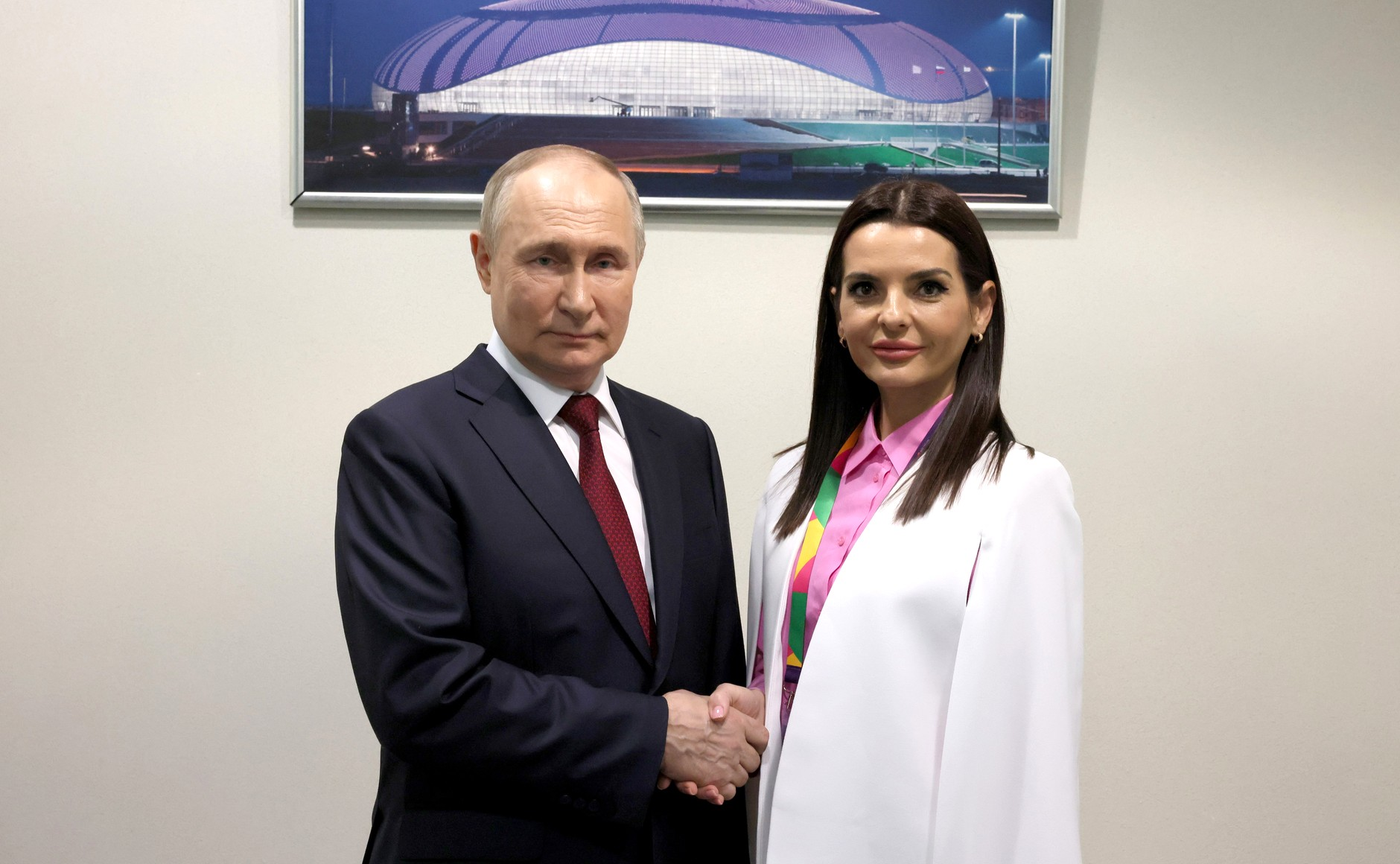
Владимир Путин и Евгения Гуцул, 2024

Гуцул обратилась к российским властям с просьбой разрешить «Газпрому» поставлять газ по специальной цене напрямую в автономию. На брифинге по итогам своего визита в Россию башкан также сообщила, что обратилась к Кремлю с просьбой открыть специальные счета, на которые можно было бы переводить деньги для «повышения зарплат» жителям Гагаузии. По словам Гуцул, президент России Владимир Путин «выразил полную поддержку Гагаузии и жителям Молдовы».
В марте 2024 года Евгения Гуцул заявила о готовности открыть в Москве представительство Гагаузии, на что в Кишинёве ей напомнили, что та не является отдельным субъектом международного права и входит в состав Республики Молдова.
На личных страницах в соцсетях Гуцул выступает за права женщин. Однако в апреле она провела встречу с лидером российской партии ЛДПР, преемником Владимира Жириновского Леонидом Слуцким, которого неоднократно обвиняли в сексуальных домогательствах.
9 апреля 2024 года Евгения Гуцул и председатель Народного Собрания Гагаузии Дмитрий Константинов подписали в Москве соглашение об использовании в Гагаузии платёжных карт «Мир». По словам Гуцул, «эти меры позволят преодолеть устроенную Кишинёвом экономическую блокаду и привести в Гагаузию средства для финансирования социальных, инфраструктурных и экономических проектов». В тот же день Президент Республики Молдова Майя Санду заявила, что визиты башкана Гагаузии в Москву означают, что Гуцул поддерживает вторжение России на Украину.
21 апреля 2024 года состоялся съезд, на который съехалось около 500 сторонников беглого пророссийского олигарха Илана Шора — бывшего молдавского бизнесмена и политика, ныне проживающего в России. Соглашение об объединении оппозиционных политических сил в блок «Победа», аффилированных с признанной неконституционной партией «Шор» подписала и Евгения Гуцул, которая стала исполнительным секретарём национального политсовета. Для российской прессы мероприятие было названо «съездом молдавских политиков, поддерживающих присоединение Кишинёва к Евразийскому экономическому союзу». В свою очередь, молдавские СМИ считают, что основная цель съезда и встреч молдавских политиков с российскими — это «выбивание финансирования» и получение дополнительного рейтинга со стороны пророссийски настроенного электората.

## Уголовные дела
В январе 2022 года было начато уголовное преследование. Антикоррупционная прокуратура выдвинула против башкана (главы) Гагаузской автономии Евгении Гуцул обвинение в получении и переправке денег из России для финансирования ныне неконституционной партии «Шор». По данным следствия, в 2019—2022 годах Гуцул, работая секретарём в партии «Шор», систематически ввозила в Молдову деньги, полученные от организованной преступной группировки из России. Впоследствии эти деньги были интегрированы в деятельность партии, чтобы поддержать её активность на политической арене Молдовы. Есть и другое обвинение, по которому Евгения Гуцул в качестве соучастницы в период с октября по ноябрь 2022 года координировала деятельность некоторых территориальных отделений бывшей партии «Шор» в районах Республики Молдова. Она отвечала за проверку, утверждение списков и подкуп участников акций протеста перед государственными учреждениями Кишинёва — Парламентом, Правительством, Президентурой, Генеральной прокуратурой и т.д (при этом акции организовывала партия, объявленная в стране неконституционной). Таким образом, она сознательно принимала финансирование политической партии от организованной преступной группы на общую сумму около 42,5 млн леев (в пересчёте более 2,2 млн евро).
2 апреля 2024 года Гуцул допросили по делу заведённому два года назад в отношении партии «Шор» признанной неконституционной, созданной беглым олигархом Иланом Шором заочно приговорённым к 15 годам лишения свободы. Об этом рассказала сама Гуцул, выйдя из здания Антикоррупционной прокуратуры после допроса. Как сообщила Гуцул журналистам, её и её представителей продержали в Антикоррупционной прокуратуре 4 часа, а затем ей предъявили обвинение.
Гуцул десятки раз пересекала границу Молдовы для ввоза денег, вела учёт протестующих из южных районов республики и участвовала в распределении «зарплат» в конвертах. Такую информацию представили прокуроры на судебном заседании 3 февраля 2025 года в рамках дела о незаконном финансировании ныне неконституционной партии «Шор».
28 марта 2025 года суд Кишинёва (сектор Чеканы) принял ходатайство прокуратуры о предварительном аресте Евгении Гуцул сроком на 20 суток. Согласно данным прокурора, полученным от Службы информации и безопасности Республики Молдова (СИБ), 25 марта «Евгения Гуцул попыталась уехать из Молдовы и не планировала возвращаться». Прокурор по делу Адриан Скутару отметил, что следствие нашло и предоставило достаточные основания, доказывающие необходимость избрания меры пресечения в виде ареста.
28 марта суд рассмотрел ходатайство прокуроров о предварительном аресте Евгении Гуцул на 30 дней и частично его удовлетворил, назначив арест на 20 дней.

### Второе уголовное дело и приговор
1 апреля 2025 года суд Кишинёва (сектор Буюканы) отклонил запрос прокуратуры о втором аресте Гуцул по второму уголовному делу, по которому она, по версии следствия, будучи секретарём в центральном офисе партии, помогала финансировать антиправительственные протесты в 2022 году, а также несколько раз летала в Москву, откуда привозила наличные, которые использовали для незаконного финансирования формирования. С 5 апреля 2025 года, в связи с уголовным преследованием, фактическое исполнение обязанностей перешло к её заместителю.
5 августа 2025 года суд Кишинёва признал Евгению Гуцул виновной в незаконном финансировании политических партий и приговорил её к 7 годам тюрьмы полузакрытого типа. Также Гуцул обязали вернуть государству 40 млн леев — сумму, которая, по версии следствия, использовалась для незаконного финансирования партии «Шор».
В связи с обвинительным приговором, вынесенным 5 августа 2025 года, досрочно прекратила исполнение полномочий башкана (главы) Гагаузии согласно статье 70 Уложения Гагаузии.

## Санкции
12 июня 2024 года Гуцул попала в блокирующий санкционный список США против вредоносного влияния России в Молдове:

Гуцул играет активную и непосредственную роль в коррупционной деятельности Шора и его бывшей Партии Шора. Гуцул работала в центральном офисе партии и участвовала в преступной деятельности в партии по указанию Шора, в том числе участвовала в доставке наличных денег из России в адрес партии, незаконном сокрытии этих средств и использовании этих средств в интересах Шора и его преступного сообщества. В настоящее время Гуцул является главой Гагаузии в Молдове, после выборов, которые были сопряжены с мошенничеством, включая подкуп избирателей и недекларированное финансирование кампании из-за рубежа— «Государственный департамент США», 12 июня 2024 года
14 октября 2024 года Совет ЕС ввёл персональные санкции в отношении Гуцул, сославшись на её продолжающиеся и настойчивые попытки разрушить конституционный порядок Молдовы путём пропаганды сепаратизма в Гагаузии, а также получения незаконной финансовой поддержки и поддержания связей с беглым олигархом Иланом Шором и Россией, что представляет собой угроза безопасности, стабильности и демократии Молдовы.

## Семья
Гуцул замужем, имеет двух детей.